# جون بومان (شريف)
جون بومان (بالإنجليزية: John Bowman)‏ هو شريف أمريكي، ولد في 17 ديسمبر 1738، وتوفي في 4 مايو 1784.